# Ficalhoa
Ficalhoa, monotipski biljni rod iz porodice Sladeniaceae, dio reda vrjesolike. Rod Ficalhoa je raširen u DR Kongu, Ugandi, Ruandi, Tanzaniji, Zambiji i Angoli. Jedina vrsta je Ficalhoa laurifolia, zimzeleno stablo koje naraste do 36 metara visine, krošnja mu je razgranata a kora gruba.

## Opis

### Narodni nazivi:
Rukiga: Mumaga, muvumaga.

### Ekologija:
Drvo iz porodice Sladeniaceae koje se nalazi po gorskim prašumama i riječnim šumama u Tanzaniji, Zairu i južno do Angole. U Ugandi ga ima u planinskim područjima neprohodnih šuma nacionalnog parka Bwindi Impenetrable (Bwindi) i na zapadnim padinama planina Ruwenzori u okrugu Bundibugyo. Poput Maesopsis eminii, naseljava i planinske šumovite travnjake, šumske rubove i čistine, ponekad i na obradivom zemljištu gdje je šuma iskrčena.

### Koristi:
Drva za ogrijev, drveni ugljen, drvena građa.

### Opći opis:
Malo do srednje zimzeleno drvo 6-24 m, deblo ravno i cilindrično, mnogo grana pod pravim kutom, zakrivljenih prema gore, najmanje grane viseće, često sa žutim dlakama. Kora: u mladosti glatka, postaje hrapava i ispucala. Puno bijelog lateksa ako se izreže. Listovi: pomalo kožasti, dugi ovalni, 7-12 cm, vrh dug zašiljen, rubovi s tupim zupcima, baza malo zaobljena na kratku peteljku, dolje s nekoliko dlačica na žilama. Cvjetovi: žuto-bijelo-zeleni, vrlo mali, u malim razgranatim glavicama pored listova, obično po 2 zajedno, svi dosta dlakavi. Plod: drvenasta poluloptasta čahura, samo 3 mm, otvara se u 5 dijelova i oslobađa mnogo sitnih krilatih sjemenki.

## Uzgoj

### Razmnožavanje:
Sadnice, divlje biljke.

### Sjeme:
Može se prikupiti iz zrelih kapsula u neprohodnim (Bwindi) Šumama. Skladištenje sjemena: čuvati u zatvorenim posudama na hladnom mjestu.